# Prezydenci Gwinei
| #                 | Imię i nazwisko                                       | Portret | Objął urząd         | Zdał urząd      | Partia polityczna                                                    |
| ----------------- | ----------------------------------------------------- | ------- | ------------------- | --------------- | -------------------------------------------------------------------- |
| Prezydenci Gwinei |                                                       |         |                     |                 |                                                                      |
| 1                 | Ahmed Sekou Touré (1922–1984)                         |         | 2 października 1958 | 26 marca 1984   | Demokratyczna Partia Gwinei - Afrykańskie Zgromadzenie Demokratyczne |
| —                 | Louis Lansana Beavogui pełniący obowiązki (1923–1984) |         | 26 marca 1984       | 2 kwietnia 1984 | Demokratyczna Partia Gwinei - Afrykańskie Zgromadzenie Demokratyczne |
| 2                 | Lansana Conté (1934–2008)                             |         | 2 kwietnia 1984     | 22 grudnia 2008 | Partia Jedności i Postępu                                            |
| —                 | Aboubacar Somparé pełniący obowiązki (1944–2017)      |         | 22 grudnia 2008     | 24 grudnia 2008 | Partia Jedności i Postępu                                            |
| 3                 | Moussa Dadis Camara (1964/68–)                        |         | 24 grudnia 2008     | 3 grudnia 2009  | bezpartyjny                                                          |
| —                 | Sékouba Konaté pełniący obowiązki (1964-)             |         | 3 grudnia 2009      | 21 grudnia 2010 | bezpartyjny                                                          |
| 4                 | Alpha Condé (1938–)                                   |         | 21 grudnia 2010     | 5 września 2021 | Zgromadzenie Ludu Gwinei                                             |
| —                 | Mamady Doumbouya pełniący obowiązki (1980–)           |         | 5 września 2021     | nadal urzęduje  | bezpartyjny                                                          |